# Artur Lopes Cardoso
Artur Alberto da Cunha Camacho Lopes Cardoso (Fafe, 17 de janeiro de 1881 — Lisboa, 20 de maio de 1968) foi um magistrado judicial e político que, entre outras funções de relevo, foi deputado e Ministro da Justiça e dos Cultos em quatro dos governos da Primeira República Portuguesa. Foi destacado militante do Partido Nacionalista.

## Biografia
Nasceu em Fafe, filho do juiz Júlio César Lopes Cardoso, natural de Moncorvo. Viveu em Moncorvo desde criança, pelo que se considerou transmontano. Formou-se em Direito pela Universidade de Coimbra, com formatura em 1907.
Terminado o curso enveredou pela magistratura, tendo sido subdelegado do Procurador Régio em Moncorvo e delegado em Carrazeda de Ansiães, Macedo de Cavaleiros e Bragança. Foi auditor do Tribunal do Contencioso Fiscal junto da Alfândega de Lisboa e juíz de 1.ª classe. 
Eleito deputado ao Congresso da República, manteve uma ligação política a Bragança, cidade onde foi provedor da Santa Casa da Misericórdia e presidente da Junta Patriótica durante a Grande Guerra. Liderou o Partido Nacionalista no Distrito de Bragança e foi vogal do seu directório nacional. Integrou o grupo dos reconstituintes.
Foi Ministro da Justiça e dos Cultos por quatro vezes, no 21.º governo republicano (em funções de 29 de junho a 15 de janeiro de 1920), no 26.º governo republicano (em funções de 19 de julho a 20 de novembro de 1920), no 28.º governo republicano (em funções de 30 de novembro de 1920 a 2 de março de 1921) e no 29.º governo republicano (em funções de 2 de março a 23 de maio de 1921).
Faleceu em Lisboa, aos 87 anos de idade, estando sepultado no Cemitério de Benfica.